# Гаджиев, Сабир Кямал оглы
Сабир Кямал оглы Гаджиев (азерб. Sabir Kamal oğlu Hacıyev; род. 5 октября 1954 года, город Гёйчай, Азербайджанская ССР) — государственный и политический деятель. Депутат Милли Меджлиса Азербайджана III, IV, V, VI, VII созывов. 
Депутат Верховного Совета Азербайджанской ССР XII созыва.

## Биография
Родился 5 октября 1954 года в Гёйчае. Окончил юридический факультет Азербайджанского государственного университета.  
В совершенстве владеет русским и английским языками. 
С 1977 года — советник, старший советник, заместитель начальника управления систематизации законов и подготовки законопроектов Министерства юстиции Азербайджана.  
С 1988 года — помощник прокурора республики, заведующий юридическим отделом Совета министров Азербайджанской ССР.  
С 1990 по 1992 год — заведующий государственно-правовым отделом Аппарата Президента Азербайджанской Республики, государственный советник по правовой политике. 
Является председателем партии «Гражданский Союз». 
Депутат Верховного Совета Азербайджанской ССР двенадцатого созыва. 
Депутат Милли Меджлиса Азербайджана III, IV, V, VI созывов. 
На выборах в Национальное собрание Азербайджана VI созыва, которые прошли в 9 февраля 2020 года, баллотировался по Гёйчайскому избирательному округу № 88. По итогам выборов одержал победу и получил мандат депутата Милли Меджлиса Азербайджанской Республики. С 10 марта 2020 года приступил к депутатским обязанностям. 
Член комитета Милли Меджлиса по правовой политике и государственному строительству. Руководитель рабочей группы по межпарламентским связям Азербайджан—Молдова. Член рабочих групп по связям с парламентами Соединенных Штатов Америки, Люксембурга, Польши, России, Украины. Член азербайджанской делегации в Парламентской ассамблее Совета Европы и Межпарламентской комиссии Азербайджан—Россия.
Заместитель председателя Комитета Милли Меджлиса по аграрной политике. Член комитета по правовой политике и государственному строительству.
Одновременно на него была возложена должность секретаря Совета безопасности Азербайджанской Республики. Некоторое время временно исполнял обязанности государственного секретаря Азербайджанской Республики.
В 2024 году на парламентских выборах в Азербайджане, которые состоялись 1 сентября, одержал победу в Гёйчайском избирательном округе №91. Официально избран депутатом Милли Меджлиса Азербайджана седьмого созыва, первое заседание которого состоялось 23 сентября 2024 года.

## Награды
- Орден «Слава» (5 октября 2024 года) — за плодотворную деятельность в общественно-политической жизни Азербайджанской Республики[7].
- Заслуженный юрист Азербайджана (4 октября 2019 года) — за заслуги в области развития законодательства[8][9][10].
- Почётная грамота Совета Межпарламентской Ассамблеи государств — участников Содружества Независимых Государств (16 ноября 2023 года, Межпарламентская ассамблея СНГ) — за активное участие в деятельности Межпарламентской Ассамблеи и её органов, вклад в укрепление дружбы между народами государств — участников Содружества Независимых Государств[11].